# Pseudapistosia leucocorypha
Pseudapistosia leucocorypha är en fjärilsart som beskrevs av Paul Dognin 1914. Pseudapistosia leucocorypha ingår i släktet Pseudapistosia och familjen björnspinnare. Inga underarter finns listade i Catalogue of Life.